# Barrio de la Estación (Aguascalientes)

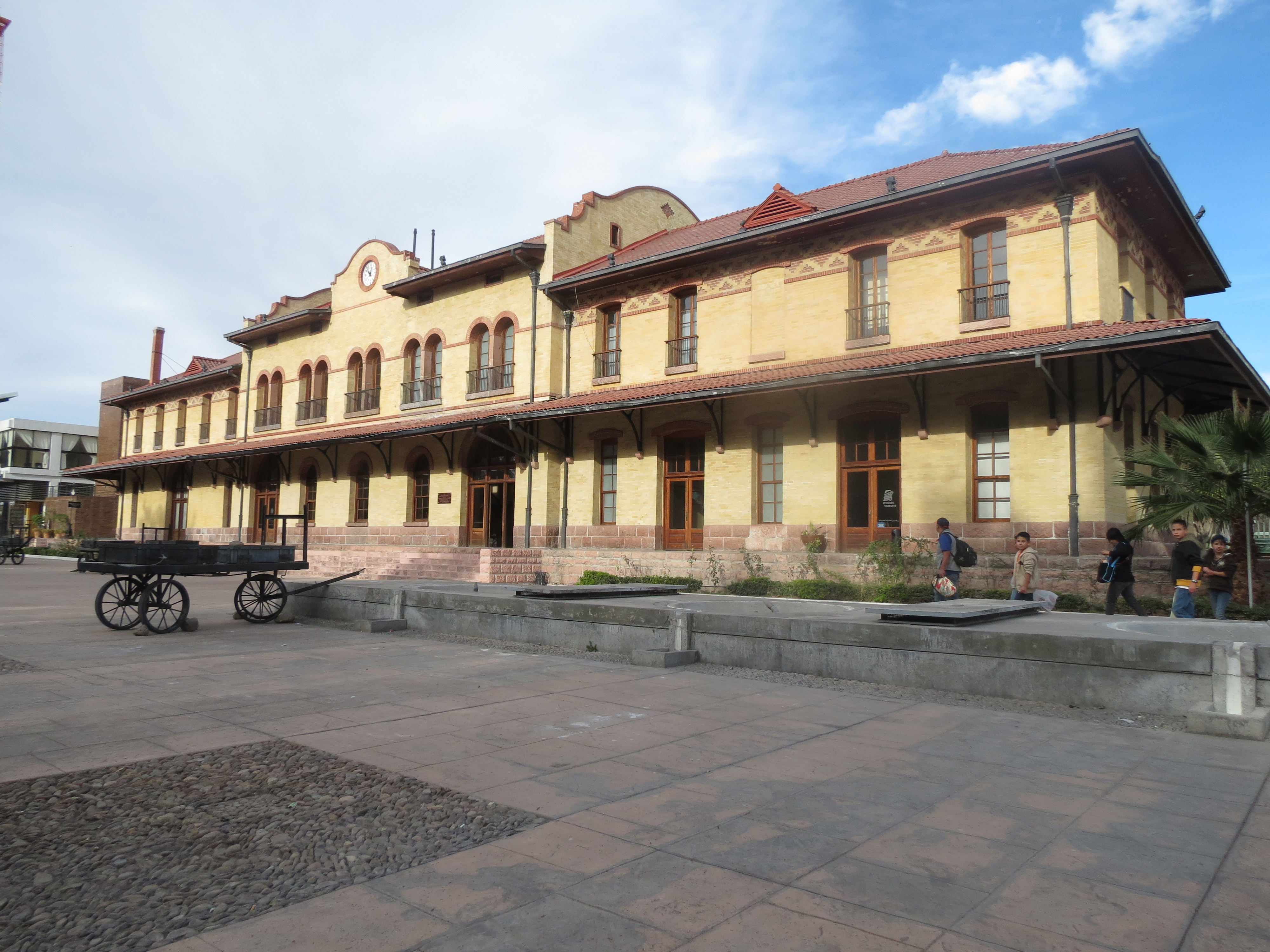
El Parque Tres Centurias se encuentra en el Barrio de la Estación

El Barrio de la Estación es uno de los barrios fundacionales de la ciudad de Aguascalientes, el cual se caracteriza porque en él se encuentra la antigua estación de ferrocarriles, ahora Parque Tres Centurias.

## Historia
Este barrio surgió a finales del siglo XIX al oriente de la ciudad. La historia de este barrio está ligada a la historia de la ciudad, pues a la llegada del ferrocarril en febrero de 1884 (otras fuentes señalan que fue el 3 de julio de 1889) hubo una transformación radical de la fisionomía de Aguascalientes.
El 23 de septiembre de 1897, la Compañía del Ferrocarril Central Mexicano construyó los Talleres Generales de Construcción y Reparación de Máquinas y Material Rodante. Los terrenos en los que se construyeron estos talleres, fueron vendidos por los dueños de la Hacienda Ojocaliente (muy cerca de los Antiguos Baños de Ojocaliente).

### El ferrocarril en Aguascalientes
El ferrocarril transformó la vida social económica de Aguascalientes de tal manera que, hasta en la actualidad, muchos de los habitantes aguascalentenses tuvieron familiares que laboraban en las fábricas de ferrocarriles del Barrio de la Estación. Para 1883, la tradición ferroviaria de Aguascalientes ya era conocida en todo el país.
El ferrocarril significó para la población Aguascalentense un sinónimo de progreso; y los primeros beneficiados fueron los empresarios y el gobierno, ya que se convirtió en un gran negocio. Los empresarios de la madera se vieron beneficiados, por la gran cantidad de leña que requería, o también para la construcción de durmientes. Esto también ocasionó una deforestación desmedida de la Sierra Fría. Sin embargo, el ferrocarril también trajo desigualdades en la economía regional, pues poblaciones donde no pasaba el ferrocarril se estancaron en su desarrollo.
Otro gran cambio económico que conllevó el ferrocarril fue la desaparición de las alcabalas para darle agilidad a la dinamización económica que trajo el ferrocarril.

## Galería

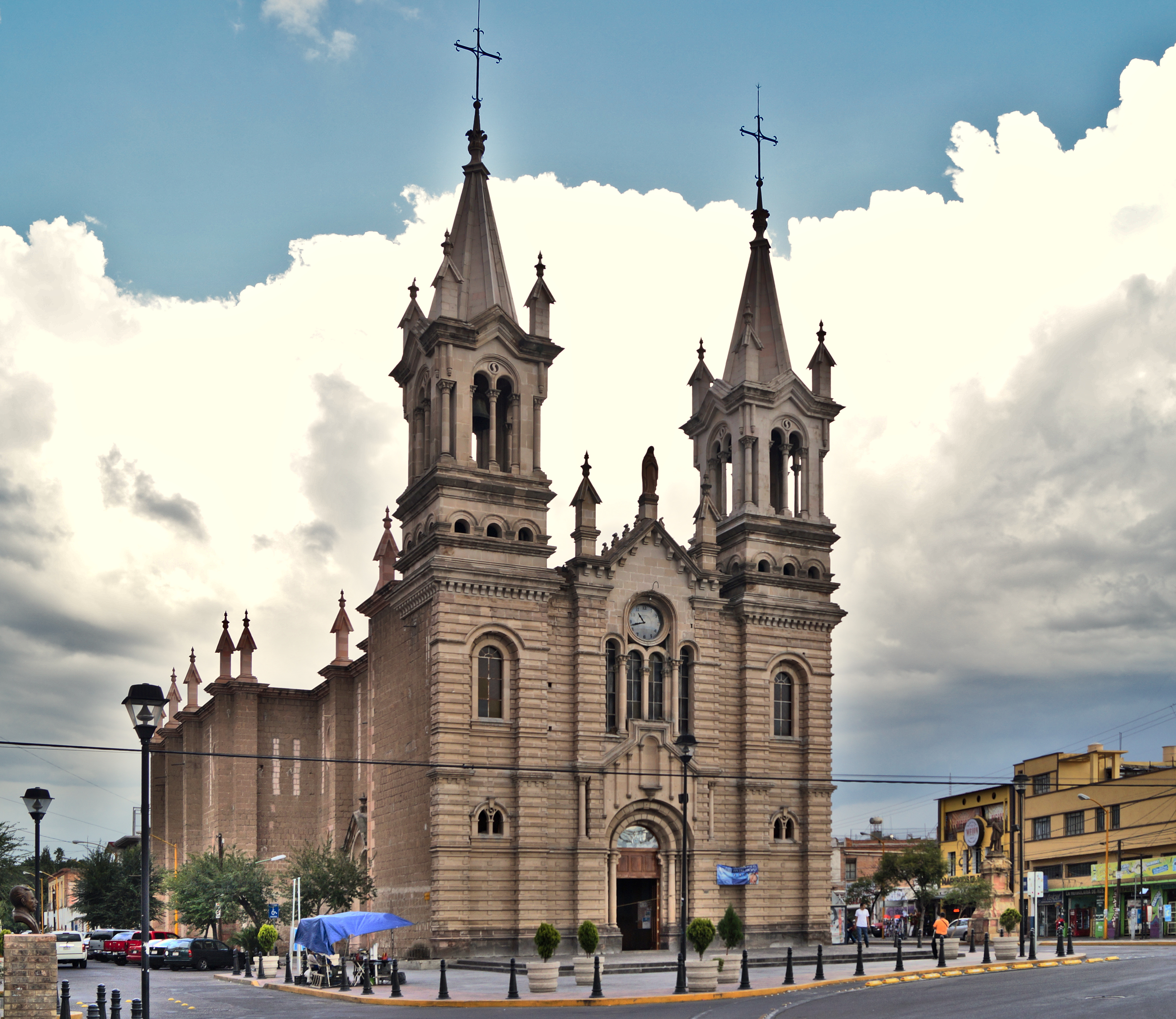
Templo de la Purísima Concepción.
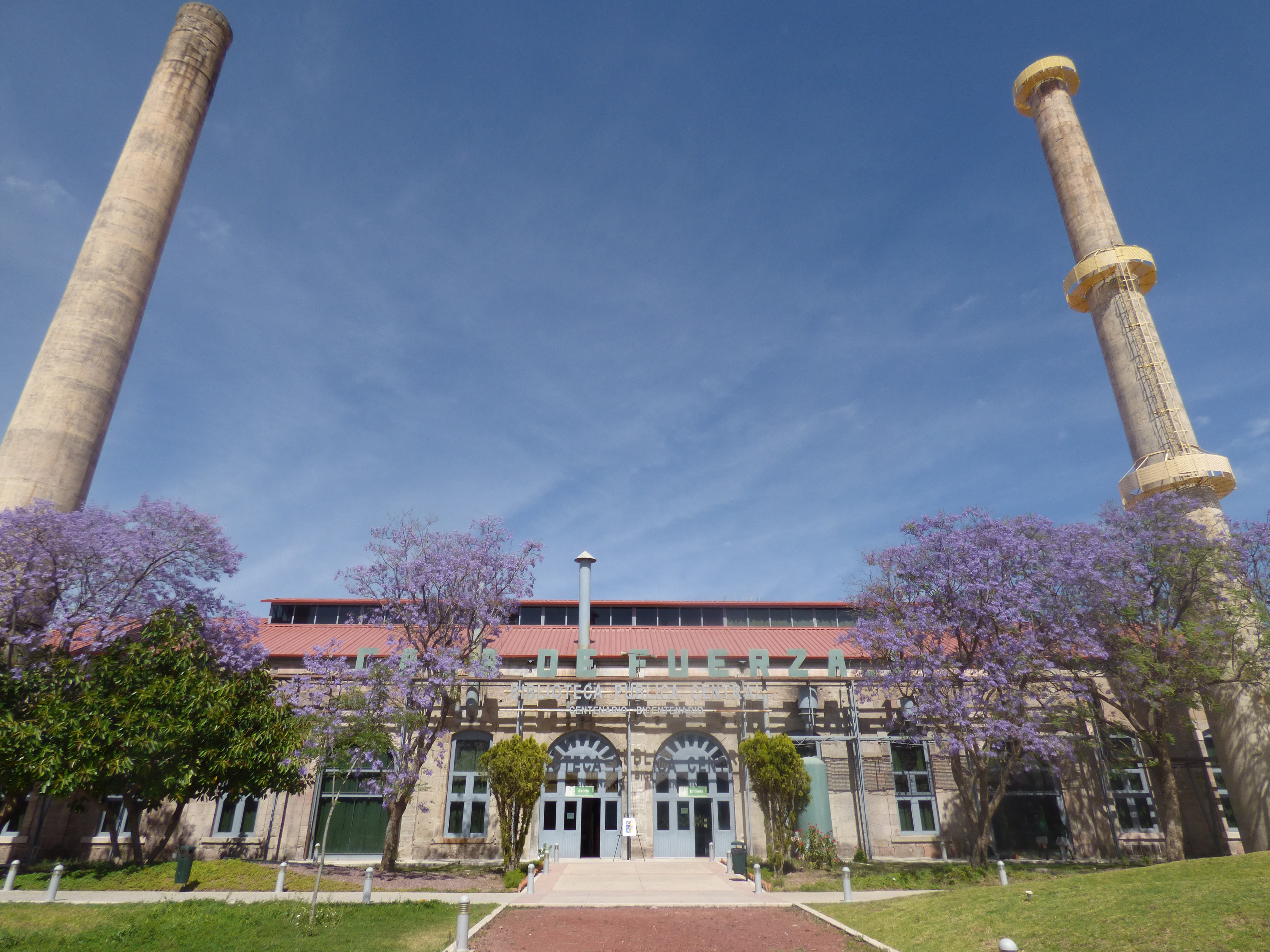
Biblioteca de la Universidad de las Artes. Antiguo edificio del ferrocarril.
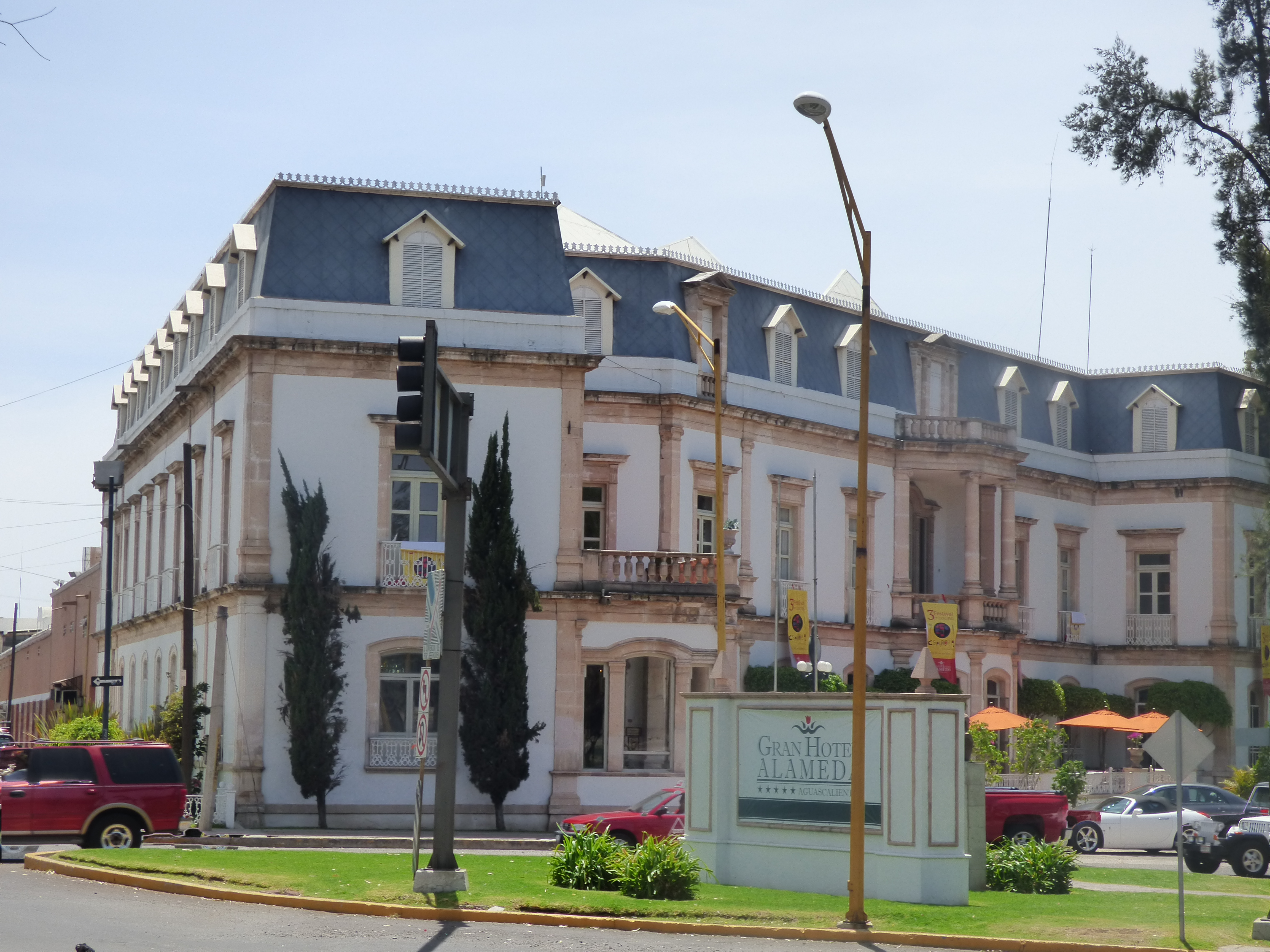
Antigua mansión Escobedo, por Refugio Reyes Rivas. Hoy Hotel Alameda.
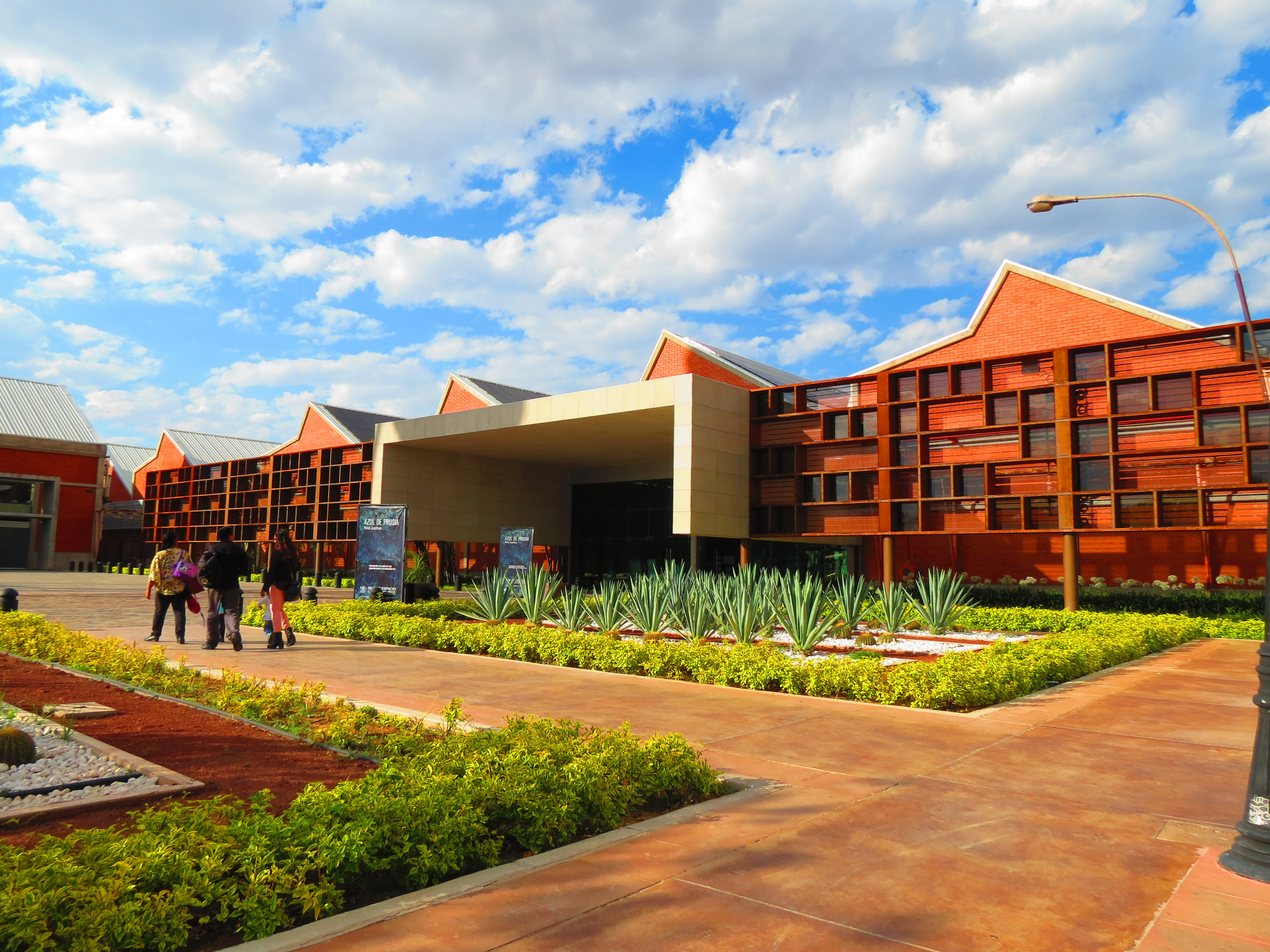
Museo Espacio.
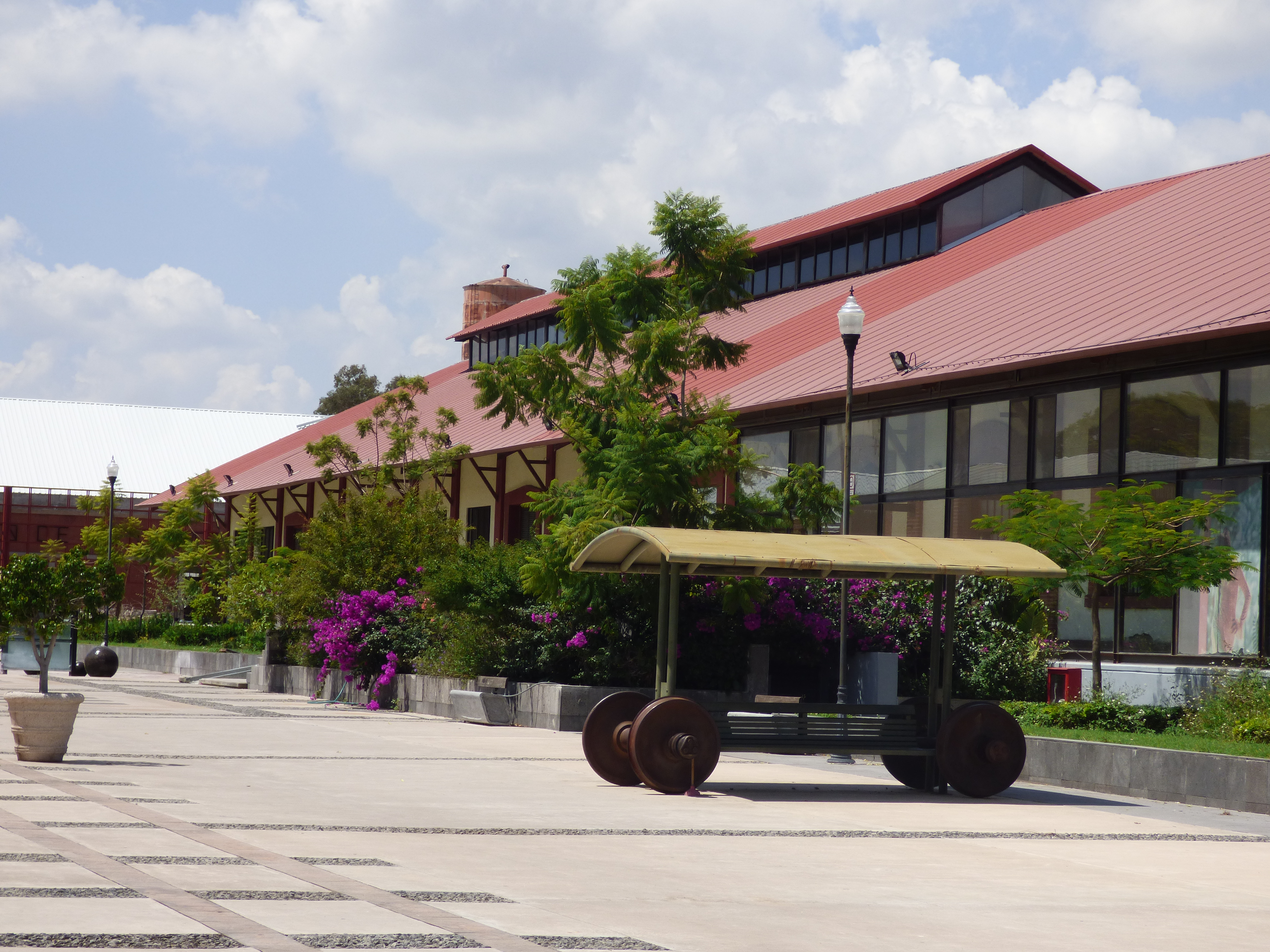
Universidad de las Artes
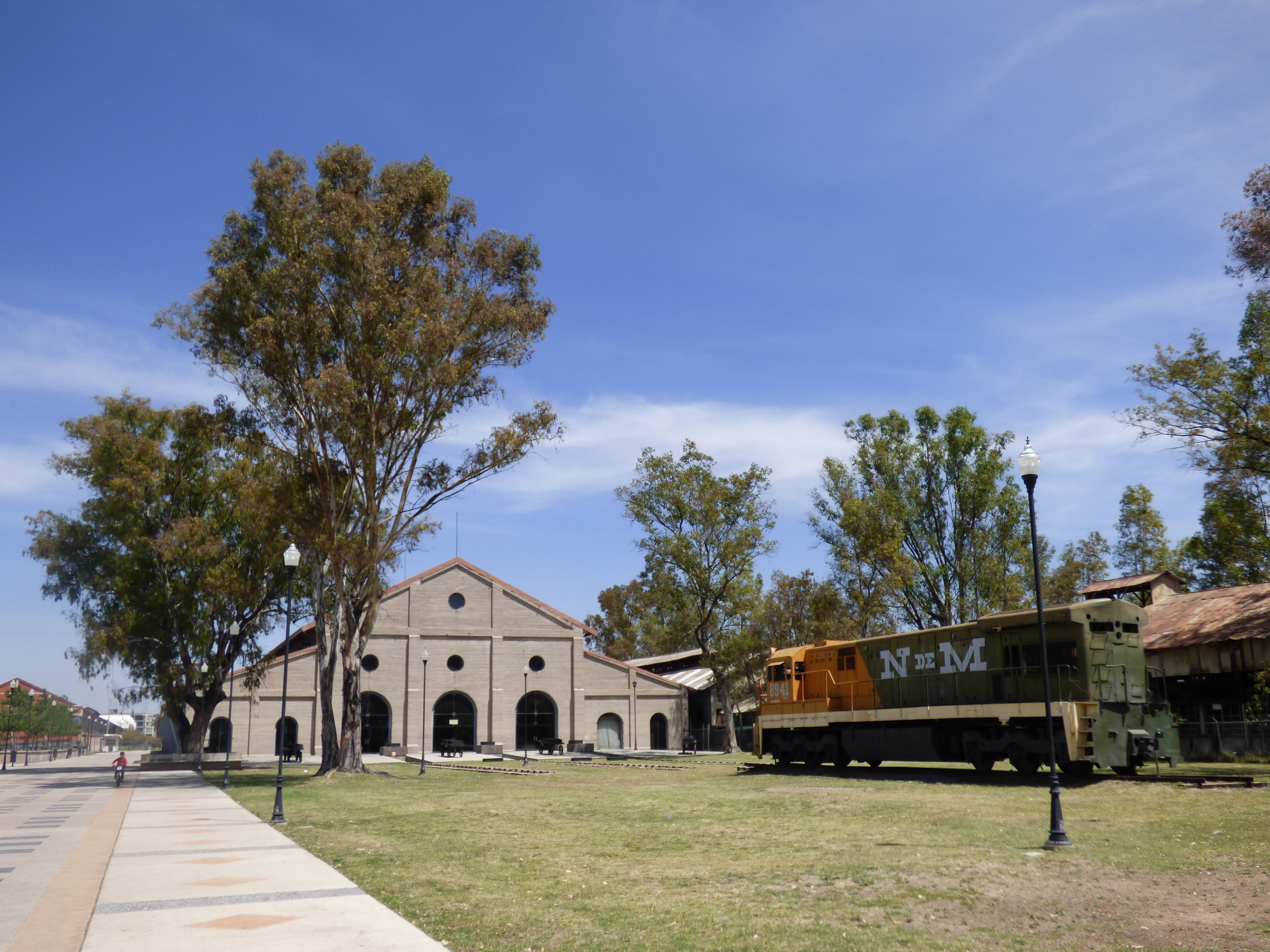
Antiguo taller. Hoy salón de eventos.
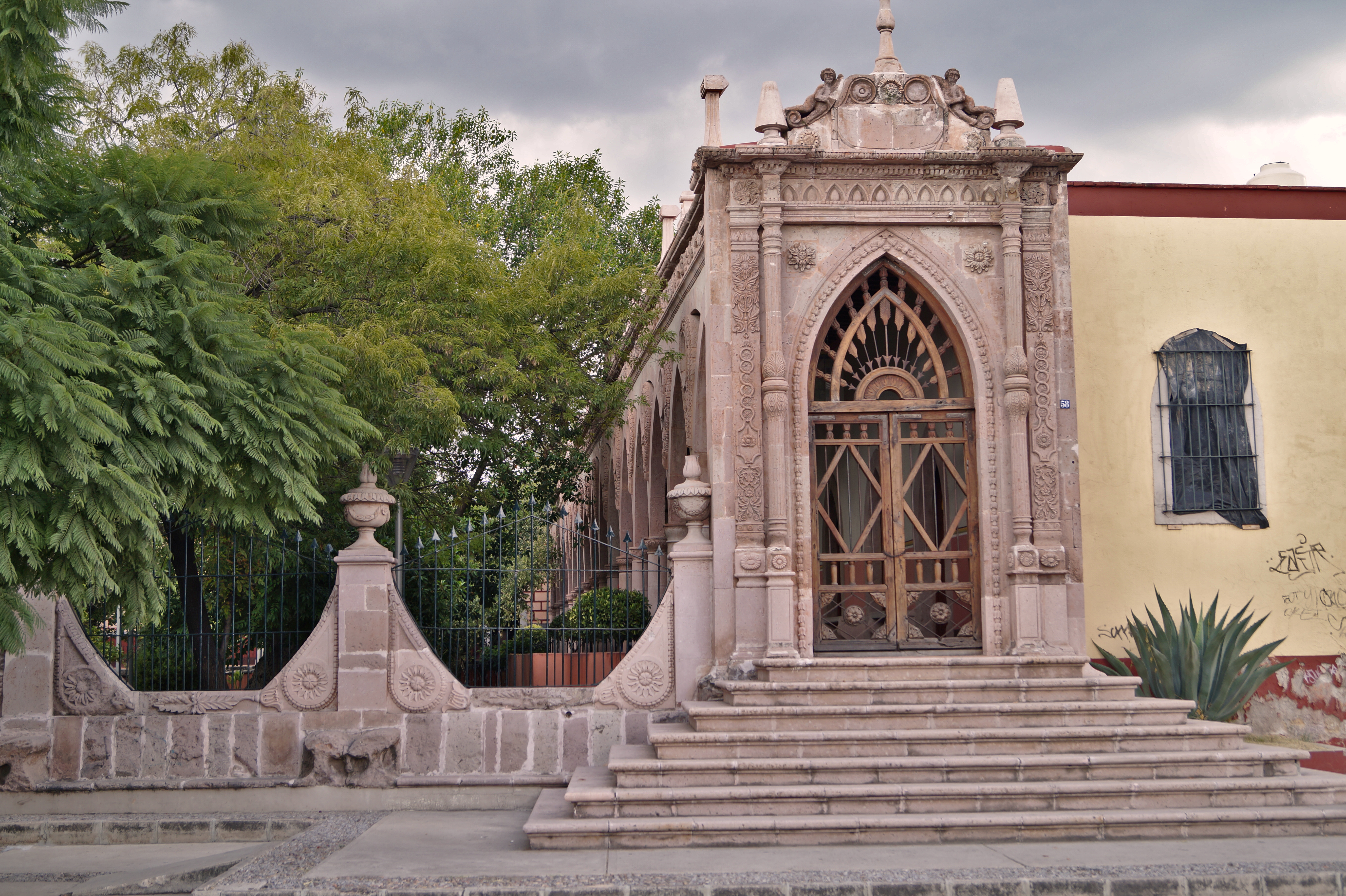
Antiguo balneario "Los Arquitos". Hoy escuela de artes y cultura.
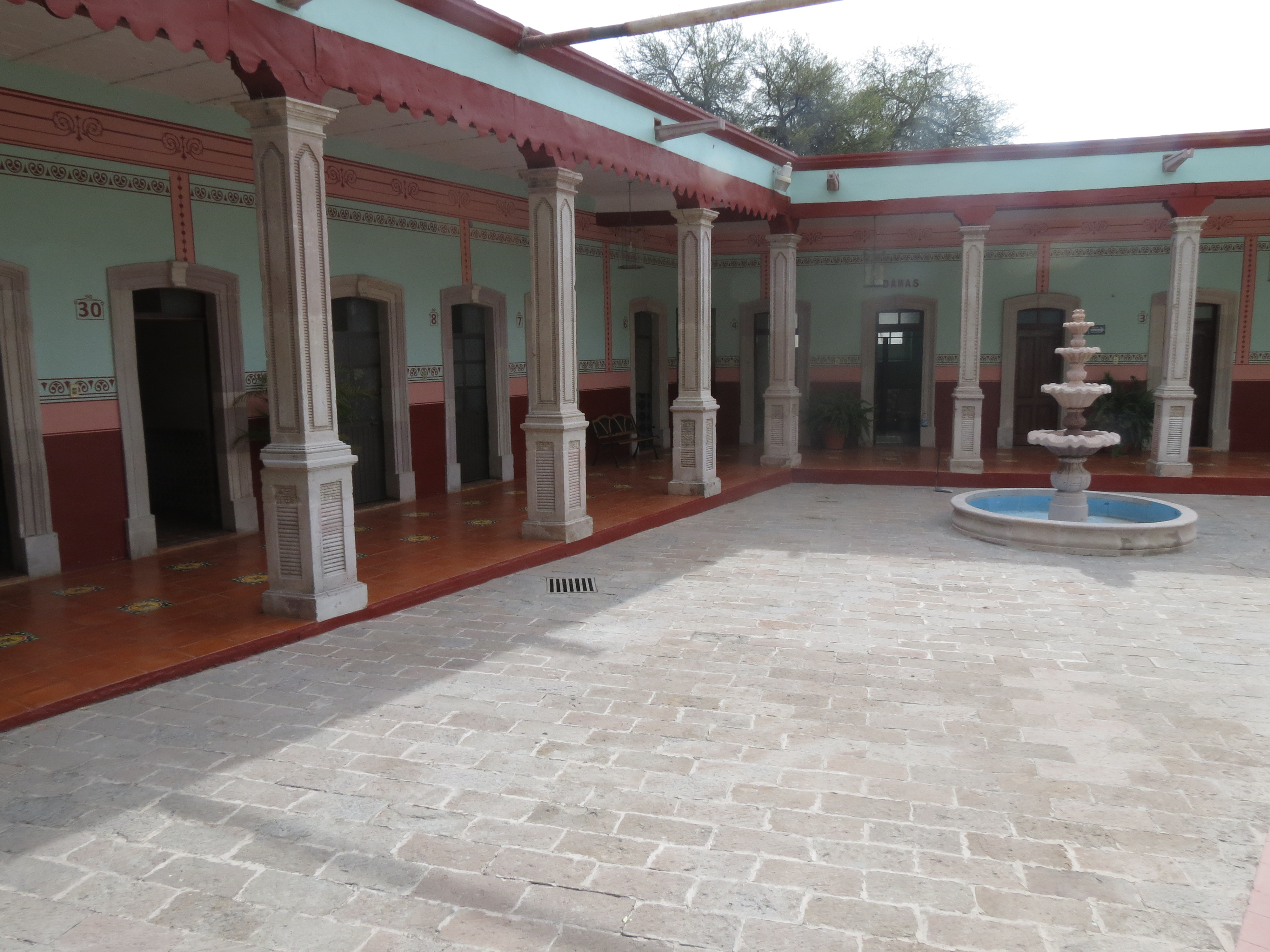
Baños de Ojocaliente, a las afueras del Barrio de la Estación.